# Муллина, Эльвина Зуфаровна
Эльвина Зуфаровна Муллина — российская оперная певица (сопрано), заслуженная артистка Республики Карелия, солистка Музыкального театра Республики Карелия.

## Биография
Эльвина Муллина родилась в городе Азнакаево Республики Татарстан.
В 2008 году окончила Казанскую государственную консерваторию имени Назиба Жиганова, класс народной артистки Республики Татарстан и Марий Эл, заслуженной артистки России профессора Галины Трофимовны Ластовка.
Во время учёбы в 2005 году принимала участие в мастер-классах оперной певицы Александрины Милчевой и дирижёра Софийского оперного театра Драгомира Ненова. В 2006 году исполнила партию Констанцы в опере В. А. Моцарта «Похищение из сераля» в постановке оперной студии Казанской консерватории под управлением немецкого дирижёра Лео Кремера. В 2007 году в постановке этой же студии исполнила партию Снегурочки в одноимённой опере Н. А. Римского-Корсакова.
С 2008 года солистка Музыкального театра Республики Карелия.
Лауреат первых премий VII Регионального конкурса вокалистов имени Салиха Сайдашева (Татарстан, 2004) и Х Международного молодёжного музыкального фестиваля-конкурса «Надежды, таланты, мастера» (Болгария, 2005), третьей премии Всероссийского конкурса «Студенческая весна» (Пермь, 2005).
В 2010 году артистка награждена Почетной грамотой Министерства культуры Республики Карелия. Стипендиат Правительства Республики Карелия (2012) и Союза театральных деятелей России (2014).
В 2016 году завоевала Специальный приз Ассоциации музыкальных театров России и стала дипломантом VI Международного конкурса молодых артистов оперетты и мюзикла имени В. А. Курочкина (Екатеринбург).
В 2017 году Эльвина Муллина за роль Царицы ночи в опере «Волшебная флейта» В. А. Моцарта была выдвинута на соискание премии «Онежская маска» в номинации «Лучшая женская роль» по итогам сезонов 2014/2015 и 2015/2016.
В 2017 году Эльвине Муллиной было присвоено почетное звание «Заслуженный артист Республики Карелия».
В ноябре 2018 года Эльвина Муллина была приглашена в театр «Геликон-опера» (Москва) для участия в премьере оперы В. А. Моцарта «Волшебная флейта» в партии Царицы ночи.
В феврале 2019 года Эльвина Муллина исполнила партию Царицы ночи в опере В. А. Моцарта «Волшебная флейта» на Приморской сцене Мариинского театра (Владивосток).
В 2021 году за высокое профессиональное мастерство и вклад в развитие театрального искусства Эльвина Муллина награждена почетным знаком «За вклад в развитие Республики Карелия».
Эльвина Муллина — дважды номинант Российской национальной театральной премии «Золотая маска». В 2012 году номинировалась за исполнение роли Алеши в опере-мюзикле Р. Львовича «Черная курица». В 2020 году была выдвинута в номинации «Опера/Женская роль» за исполнение партии Царицы ночи (как приглашенная солистка) в спектакле «Волшебная флейта» в театре «Геликон-опера».
Неоднократно выступала в Москве на фестивале музыкальных театров «Видеть музыку» в спектаклях Музыкального театра Карелии и с сольными программами (моноопера «Ожидание» М. Таривердиева, авторская программа «Эволюция сопрано»).

## Репертуар
В репертуаре певицы следующие партии: Лючия (Г. Доницетти «Лючия ди Ламмермур»); Людмила (М. Глинка «Руслан и Людмила»); Сюзанна (В.-А. Моцарт «Свадьба Фигаро»); Марфа (Н. Римский-Корсаков «Царская невеста»); Снегурочка (Н. Римский-Корсаков «Снегурочка»); Джильда (Дж. Верди «Риголетто»); Виолетта (Дж. Верди «Травиата»); Царица ночи (В.-А. Моцарт «Волшебная флейта»); Констанца (В.-А. Моцарт «Похищение из сераля»); Адина (Г. Доницетти «Любовный напиток»); Серафина (Г. Доницетти «Il Campanello, или Ночь наваждений»); Розина (Дж. Россини «Севильский цирюльник»); Фраскита (Ж. Бизе «Кармен»); Прилепа (П. Чайковский, «Пиковая дама»); Мари (И. Кузнецов «Карельский пленник»); Женовьеффа (Дж. Пуччини «Сестра Анжелика»); Нелла (Дж. Пуччини «Джанни Скикки»); Стасси (И. Кальман «Сильва»); Адель (И. Штраус «Летучая мышь»); Алеша (Р. Львович «Черная Курица»); Насто (А. Сало «Красавица Насто»); Даня Кутузов (А. Пантыкин «Вперед, в Квестландию!»); Партия сопрано в кантате К. Орфа «Кармина Бурана»; «Ожидание», моноопера М. Таривердиева; Концерт для голоса с оркестром соч. 82, Р. Глиэр; романсы русских, татарских и зарубежных композиторов.